# Ал-Азем Палата (Хама)
Ал Азем палата ( арап. بيت العظم  </link>, Баит ал-ʿАзм )  је палата из 18. века из периода Османског царства у Хами, Сирија. Налази се у центру града на обалама реке Оронт, око 800 метара јужно од тврђаве Хама.  Рос Бернс, аутор књиге Споменици Сирије (1999), сматра палату Азем „једном од најлепших отоманских стамбених зграда у Сирији“.  Палата се користи као регионални археолошки музеј од 1956. 

## Историја
Палату у Хами изградио је османски гувернер Дамаска, Асад-паша ал-Азем, 1742. године, као своју резиденцију.  Палата је коришћена од стране свих Азем гувернера у Хами до краја породичне владавине у 19. веку. 
Већу палату ца истим основним планом, познату и као палата Ал-Азем, Асад-паша је саградио је у Дамаску када је постао гувернер тог града 1743. године. 
Палата се користи као музеј од 1956. године.  Иако је у великој мери оштећена током устанка у Хами 1982. године, палата је у великој мери обновљена. 

## Архитектура
За разлику од ал-Аземове палате у Дамаску, палата Ал-Азем у Хами има дворишта на сваком од своја два спрата. Двориште у приземљу има фонтану у средини и украшено је дрвећем засађеним за хлад. Ливан се налази на једном крају, како би се обезбедила места за седење. Сврха дворишта на другом спрату је да се искористи поветарац и хладан ваздух.  Степенице воде у горње двориште, где се налази велика пријемна соба. Фасаду штити лучни тријем, док је свака површина унутар зграде украшена фарбаном столаријом, тракастим каменом и шареним мермером. Изнад централног дела изграђена је велика купола. 
Остале просторије у унутрашњости су украшене фонтанама и осликаним панелима птица и дрвећа.  Поред тога, собе које се отварају у горње двориште садрже приказе „популарне традиције“, са костимираним манекенкама које приказују свакодневне сцене сиријског живота. Близу улазног дела налази се приватни хамаам („купатило”) Ал-Азем палате. Међутим, изгледа да је хамаам био доступан јавности. 
Мање двориште на доњем спрату служило је као харамлек, односно породични и женски конак. Бернс каже да је харамлек посебно вредан пажње.  Палата има једноспратно крило за госте на западној страни, службене просторије на источној страни, а на другом спрату је била породична резиденција. Постоји директан улаз у мадафу и јужни ливан, који такође омогућава пролаз до службеног крила и породичне гробнице Азем. 

## Музеј
Од 1956. у палати се налази музеј  који приказује археолошке налазе са локалитета у и око Хаме, укључујући тврђаву. Значајан експонат је римски мозаик из касног четвртог века који приказује музичарке које свирају на оргуљама, двоструки аулос, рачвасте и правилне чинеле на длану, китару (врста лире) и оксивафи (овде се састоји од осам метала жуте боје чиније које се игра са два штапа).  